# Orani Tempesta
Orani João Tempesta, O. Cist. (sinh 1950) là một Hồng y người Brazil của Giáo hội Công giáo Rôma. Ông hiện đảm trách vai trò Tổng giám mục đô thành Tổng giáo phận São Sebastião do Rio de Janeiro và Hồng y Đẳng Linh mục Nhà thờ S. Maria Madre della Provvidenza a Monte Verde.
Trước khi trở thành Tổng giám mục đô thành São Sebastião do Rio de Janeiro, ông từng trải qua nhiều chức vụ khác nhau, cụ thể với các chức danh: Giám mục chính tòa Giáo phận Rio Preto (1997-2002), Giám quản Tông Tòa Địa phận Claraval (1999-2002), giám mục chính tòa Giáo phận São José do Rio Preto (2002-2004), Tổng giám mục đô thành Tổng giáo phận Belém do Pará (2004-2009). Ông được vinh thăng tước vị Hồng y trong Công nghị được tổ chức ngày 22 tháng 2 năm 2014.

## Tiểu sử
Hồng y Orani Tempesta sinh ngày 23 tháng 6 năm 1950 tại São José do Rio Pardo, Brazil. Ngày 2 tháng 2 năm 1969, ở tuổi 19, ông thực hiện nghi thức tuyên khấn, gia nhập dòng Order of Cistercians. Sau quá trình tu học dài hạn tại các cơ sở chủng viện theo quy định của Giáo luật, ngày 7 tháng 12 năm 1974, Phó tế Orani João Tempesta, 24 tuổi, tiến đến việc được truyền chức linh mục, với phần nghi thức được cử hành bởi Giám mục Tomás Vaquero, Giám mục chính tòa Giáo phận São João da Boa Vista, Sao Paulo. Tân linh mục là linh mục thuộc linh mục đoàn Order of Cistercians.
Sau hơn 22 năm thi hành các tác vụ trên cương vị và thẩm quyền của một linh mục, ngày 26 tháng 2 năm 1997, Tòa Thánh loan tin Giáo hoàng đã quyết định tuyển chọn linh mục Orani João Tempesta, 47 tuổi, gia nhập Giám mục đoàn Công giáo Hoàn vũ, với vị trí được bổ nhiệm là Giám mục chính tòa Giáo phận Rio Preto, Sao Paulo. Lễ tấn phong cho vị giám mục tân cử được tổ chức sau đó vào ngày 25 tháng 4 cùng năm, với phần nghi thức truyền chức được cử hành cách trọng thể bởi 3 giáo sĩ cấp cao, gồm chủ phong là Giám mục José de Aquino Pereira, Nguyên Giám mục Rio Preto, Sao Paulo; hai vị giáo sĩ còn lại, với vai trò phụ phong, bao gồm Giám mục Dadeus Grings, giám mục chính tòa Giáo phận São João da Boa Vista, Sao Paulo và Giám mục Gonzaga Bergonzini, giám mục chính tòa Giáo phận Guarulhos, Sao Paulo. Tân giám mục chọn cho mình châm ngôn:UT OMNES UNUM SINT.
Từ ngày 24 tháng 3 năm 1999, Giám mục Tempesta đảm nhiệm thêm chức vụ Giám quản Tông Tòa Địa phận Claraval và giữ nhiệm vụ này đến ngày 11 tháng 12 năm 2002.
Sau bảy năm thực thi các công việc mục vụ tại Giáo phận Rio Preto, Tòa Thánh thăng Giám mục Orani Tempesta lên hàng Tổng giám mục, cụ thể bổ nhiệm đảm trách vai trò Tổng giám đô thành Tổng giáo phận Belém do Pará. Thông tin bổ nhiệm này được công bố vào ngày 13 tháng 10 năm 2004 Tân Tổng giám mục đã đến cử hành các nghi thức nhận chức vị cũng như giáo phận sau đó vào ngày 8 tháng 12 cùng năm.
Gần 5 năm thực hiện các công việc mục vụ tại Tổng giáo phận Belém do Pará của Tổng giám mục Tempesta kết thúc bằng quyết định của Tòa Thánh ấn ký ngày 27 tháng 2 năm 2009, qua đó điều chuyển Tổng giám mục này làm Tổng giám mục đô thành Tổng giáo phận São Sebastião do Rio de Janeiro. Tân Tổng giám mục đã đến nhận sứ vụ mới của mình bằng việc cử hành nghi thức vào ngày 19 tháng 4 cùng năm.
Qua Công nghị Hồng y năm 2014 cử hành ngày 22 tháng 2, Giáo hoàng Phanxicô vinh thăng Tổng giám mục Orani João Tempesta tước vị danh dự Hồng y. Tân Hồng y có phẩm trật là Hồng y Đẳng Linh mục và Nhà thờ Hiệu tòa được chỉ định là Nhà thờ Santa Maria Madre della Providenza a Monte Verde. Tân Hồng y đã đến cử hành nghi thức nhận nhà thờ hiệu tòa sau đó vào ngày 12 tháng 4 cùng năm.